# Jenawi (plaats)
Jenawi is een bestuurslaag in het regentschap Karanganyar van de provincie Midden-Java, Indonesië. Jenawi telt 2126 inwoners (volkstelling 2010).